# Kazimierz Karwowski (marszałek sejmu)
Kazimierz Karwowski herbu Pniejnia (ur. ok. 1670 – zm. 12 maja 1746) – marszałek sejmu w 1740, deputat na Trybunał Główny Koronny w 1714 roku, cześnik wiski od 1703, stolnik i łowczy bielski, pisarz ziemi bielskiej, podstarości, podstoli i sędzia grodzki brański, poseł.
W latach 1701–1740 został wybrany posłem 26 razy, co stanowi rekord w historii IRP. W 1710 podpisał poparcie dla konfederacji sandomierskiej. 
Zwolennik ograniczenia stosowania liberum veto, starannie wykształcony, posiadał doskonałą znajomość języka łacińskiego, nazywany przez współczesnych Civis et consul Polonus.